# تل شیرازی
تل شیرازی مربوط به هزاره ۴ قم است و در شهرستان بهبهان، بخش مرکزی، دهستان حومه، روستای اسلام‌آباد واقع شده و این اثر در تاریخ ۱ مرداد ۱۳۸۶ با شمارهٔ ثبت ۱۹۲۶۶ به‌عنوان یکی از آثار ملی ایران به ثبت رسیده است.